# Іосафат Барбаро
Іосафат Барбаро (італ. Giosafat Barbaro, нар. 1413 — пом. 1494) — знатний венецієць, купець, дипломат і державний діяч.

## Біографія

Початок твору І. Барбаро «Подорож до Тани і Персії». Рукопис бібліотеки св. Марка у Венеції.

У 1436—1452 роках жив у венеціанській колонії Тана (поблизу нинішнього міста Азов) в гирлі річки Дон. Повернувшись на батьківщину, став державним діячем і виконував важливі доручення Сенату республіки Венеція в Далмації, Албанії, Персії.
Барбаро був освіченою людиною, знав кілька мов, зокрема татарську.
У лютому 1474 посланий урядом Венеції до перського шаха Узун-Хасана з метою схилити його до участі у війні, яку республіка замислила проти Османської імперії (турки загрожували венеціанським володінням в Італії та її впливу в Греції). Протягом трьох років Барбаро безуспішно схиляв Узун-Хасана до війни з Туреччиною. 7 березня 1479 повернувся до Венеції. Видрукував книжки — «Подорож до Тани» і «Подорож до Персії». У першій описав Москву. Можливо, побував там на зворотному шляху з Персії, як це зробив його сучасник Амброджо Контаріні. Однак видавець твору Б. О. Скржинська вважає, що Барбаро не відвідав Москви, а скористався якимось усним чи писемним джерелом.